# Andréa Leal
Andréa Modesto Leal Correia (Rio de Janeiro, 11 de novembro de 1978) é uma atriz brasileira.

## Carreira

### Televisão
| Ano  | Nome          | Personagem      | Emissora    |
| ---- | ------------- | --------------- | ----------- |
| 1998 | Corpo Dourado | Letícia         | Rede Globo  |
| 2002 | Malhação      | Luciana         | Rede Globo  |
| 2003 | Kubanacan     | Celeste         | Rede Globo  |
| 2006 | Bang Bang     | Anastácia       | Rede Globo  |
| 2006 | Alta Estação  | Carolina (Lina) | Rede Record |
| 2007 | Luz do Sol    | Kayla Benetti   | Rede Record |
| 2008 | Os Mutantes   | Rosa Encarnada  | Rede Record |

### Cinema
| Ano  | Nome         | Personagem       |
| ---- | ------------ | ---------------- |
| 2000 | Xuxa Popstar | Assistente de JP |
| 2006 | Turistas     | Camila           |